# Time Share
Time Share (br: Como água e vinho) é um filme teuto-americano de 2000, do gênero comédia, dirigido por Sharon Von Wietersheim e estrelado por Nastassja Kinski, Timothy Dalton e Kevin Zegers.

## Sinopse
Dois pais solteiros - um homem e uma mulher – ao alugar uma casa para o verão, descobrem que terão que dividi-la junto com seus filhos, o que significa um teste de paciência para ambas as partes.

## Elenco
- Nastassja Kinski .... Dr. Julia Weiland
- Timothy Dalton .... Matthew 'Matt' Farragher
- Kevin Zegers .... Thomas Weiland
- Cameron Finley .... Max Weiland
- Billy Kay .... Lewis Farragher
- Natalie Elizabeth Marston .... Daphne Farragher
- Geoffrey Lower .... Russell
- Kelli Garner .... Kelly, a garota de praia